# Trụ nhị nhụy

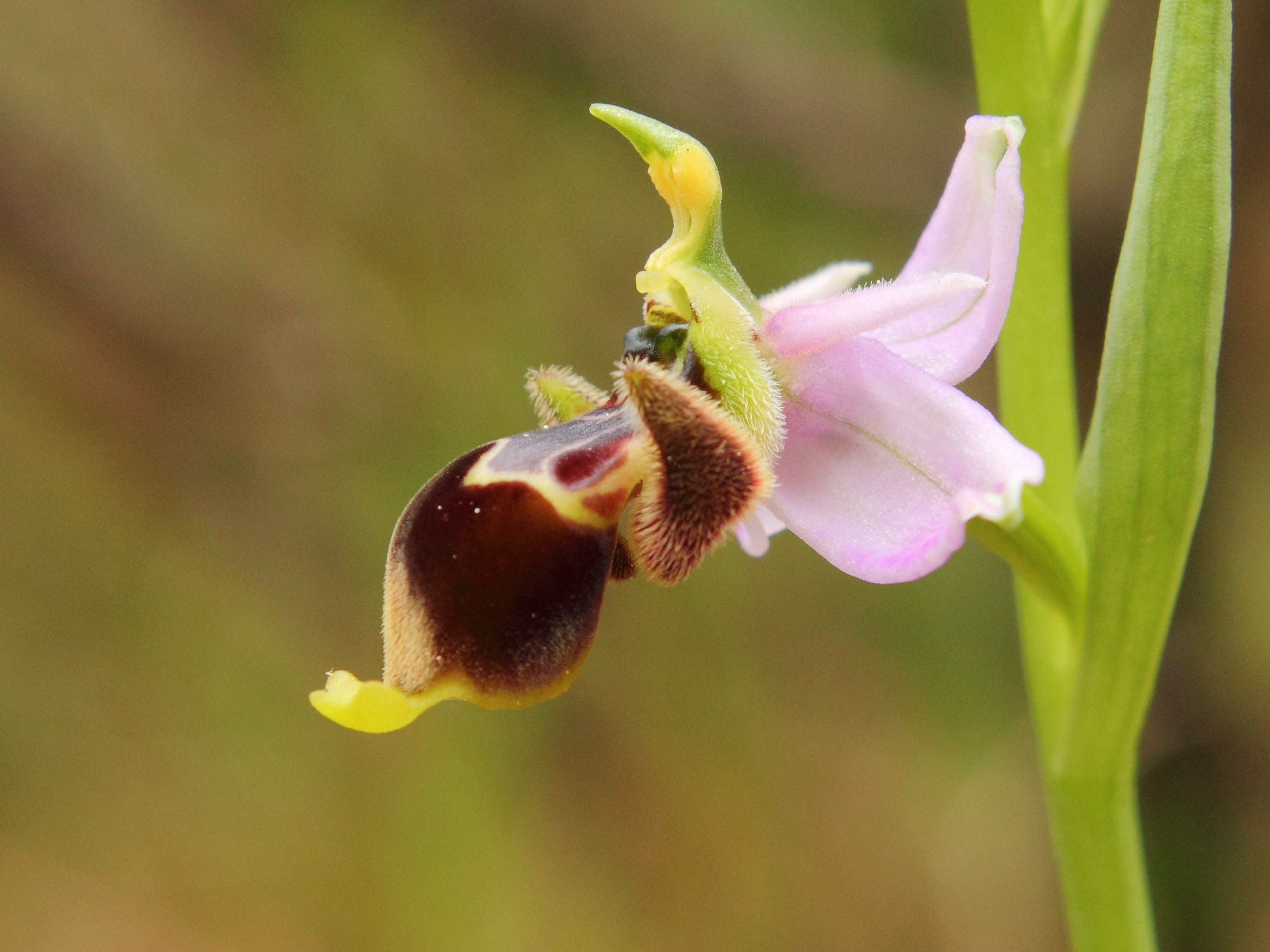
Trụ nhị nhụy màu vàng xanh có dạng một con chim và cánh môi có dạng một con ong ở hoa lan ong Ophrys scolopax, do đó loài lan này còn có tên gọi là lan ong chim dẽ (tạm dịch từ tiếng Anh: woodcock bee-orchid)

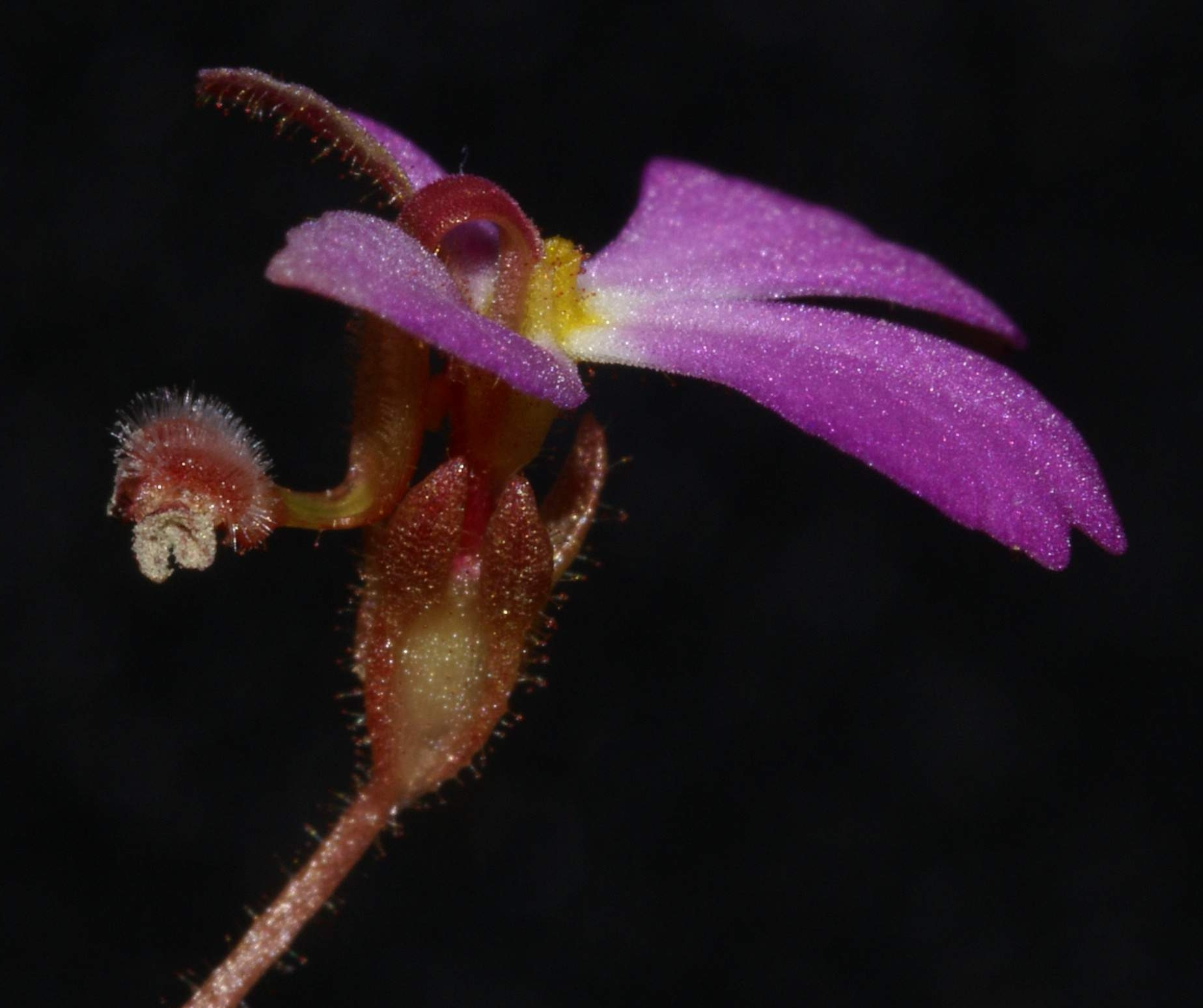
Trụ nhị nhụy ở hoa Stylidium turbinatum, họ Tý lợi Stylidiaceae

Trụ nhị nhụy (còn viết là trụ nhị - nhụy) hay cột nhị nhụy, trục hợp nhụy  (tiếng Anhː column hoặc gynostemium) là một cấu trúc của hoa có thể được tìm thấy ở một số họ thực vật: họ Mộc hương nam Aristolochiaceae, họ Lan Orchidaceae và họ Tý lợi Stylidiaceae.
Trụ nhị nhụy có nguồn gốc từ sự hợp nhất của cả hai bộ phận sinh sản đực và cái của hoa lưỡng tính (bộ nhị và bộ nhụy) thành một cơ quan duy nhất. Phần trên cùng của trụ được hình thành bởi bao phấn và được bao phủ bởi nắp bao phấn (anther cap). Điều này có nghĩa là vòi nhụy của nhụy hoa cùng các chỉ nhị và khối phấn đều thống nhất với nhau, do đó bộ phận này có tên là trụ nhị nhụy.

## Mô tả trụ nhị nhụy ở họ Lan

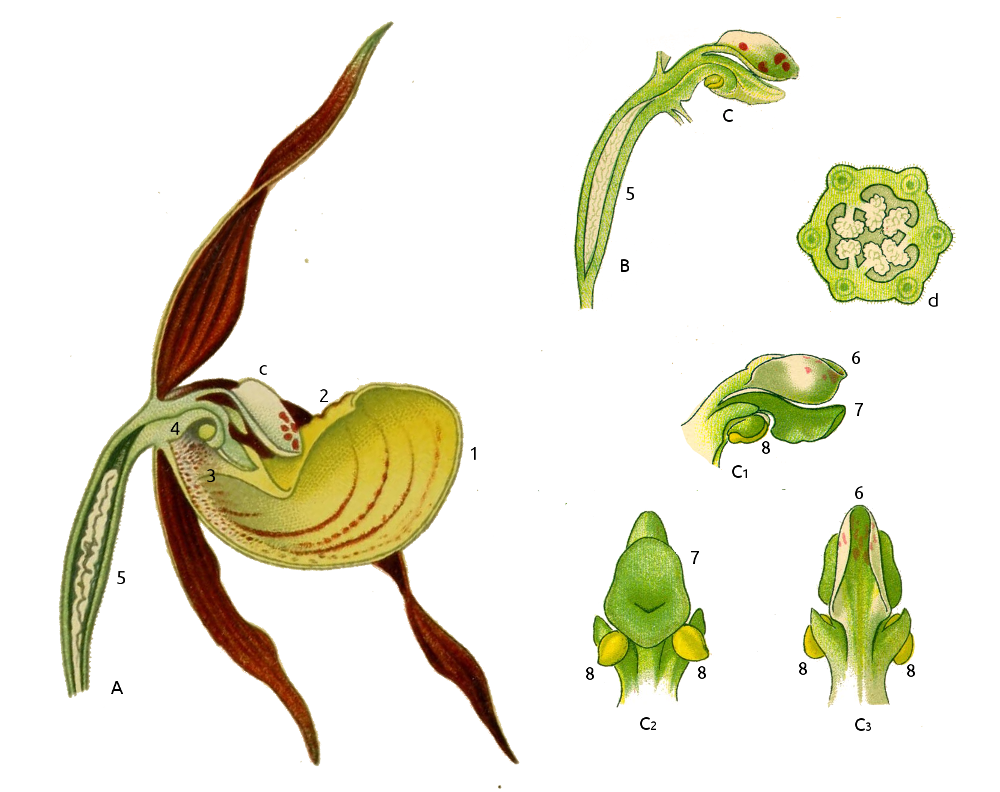
Sơ đồ của hoa lan Cypripedium calceolus, trong đó:
A: Mặt cắt dọc của toàn bộ hoa;
B: Mặt cắt dọc của bầu nhụy và trụ nhị nhụy;
C: Trụ nhị nhụy: C1) Mặt bên; C2) Nhìn từ phía trước; C3) Nhìn từ phía sau;
d: Mặt cắt ngang của bầu nhụy cho thấy bầu 1 ô có nhiều noãn nhỏ, đính noãn bên;
1) Cánh môi; 2) Hướng nở phía trước của cánh môi; 3) Gốc cánh môi chứa mật thu hút côn trùng; 4) Gốc trụ nhị nhụy; 5) Bầu nhụy; 6) Nhị lép; 7) Đầu nhụy hữu thụ; 8) Bao phấn và khối phấn màu vàng

Trụ nhị nhụy được biết đến phổ biến ở họ Lan, trụ này nằm ở chính giữa hoa, là dấu hiệu cơ bản để định danh phong lan. Sau đây là mô tả bộ phận nàyː 
Đầu nhụy (stigma) nằm ở đỉnh trụ nhị nhụy ở phía trước nhưng hướng xuống dưới sau khi vặn ngược (xoay 180 độ trước khi nở hoa).
Phía trên đầu nhụy này có dạng một cái bát nhỏ lõm xuống gọi là hốc phấn (clinandrium), một bề mặt thường nhớt và mang khối phấn. Hốc phấn sẽ giữ phía trên khối phấn gồm hạt phấn dính nhau thành một khối, vỉ phấn (stipe) và gót nhầy (viscidium). Phủ lên khối phấn là nắp bao phấn (anther cap). Tận cùng trục hợp nhụy là 3 đầu nhụy, nhưng chỉ có 2 đầu nhụy hai bên là hữu thụ, thường xếp đứng thẳng hoặc đặt ở mặt dưới một cái mỏ cong về phía trước do đầu nhụy thứ ba bất thụ biến đổi thành. Mỏ hoa lan (rostellum) là bộ phận ngăn cách bao phấn với các đầu nhụy hữu thụ. Ở gốc mỏ là túi con (bursicule) đựng gót nhầy (phần dưới cùng của các khối phấn, nối với khối phấn qua vỉ phấn).
Cánh trụ (column wings) nếu có sẽ nhô ra phía sau đầu nhụy. Gốc trụ (column foot) được hình thành bằng cách gắn cánh môi vào phần đáy trụ nhô ra. Gốc trụ nhị nhụy có thể kéo dài ra phía sau hoặc trước hoa lan tạo thành cằm (mentum).
Trụ nhị nhụy vừa giải phóng phấn hoa vừa nhận phấn hoa (từ cá thể khác) để thụ tinh. Trong họ Orchidaceae, không giống như hầu hết các loài thực vật có hoa khác, bao phấn duy nhất ở đầu trụ nhị nhụy tạo ra phấn hoa không ở dạng hạt tự do mà được dính thành khối nhờ tinh bột, sáp hay chất sừng gồm 2, 4, 6 hoặc 8 khối gọi chung là khối phấn (pollinia). Việc chuyển khối phấn từ hoa này sang hoa khác thường phụ thuộc vào một loài côn trùng cụ thể. Nếu loài thụ phấn biến mất, điều này là thảm họa đối với quần thể hoa lan.